# 11人もいる!
『11人もいる!』（じゅういちにんもいる）は、2011年10月21日から12月16日まで毎週金曜日23時15分 - 翌0時15分に、テレビ朝日系の「金曜ナイトドラマ」枠で放送された日本のテレビドラマである。主演は神木隆之介、宮藤官九郎脚本。

## 概要
大家族をテーマにした、シュールコメディかつシリアスな要素を取り入れたホームドラマ。8人の子供を持つ貧乏な10人家族に、死んだはずの先妻（の幽霊）が突然現れ、11人となった家族の奮闘ぶりを描く。
神木隆之介は2007年の『探偵学園Q』（日本テレビ系）以来の連続ドラマ主演となった。宮藤官九郎は同枠では『未来講師めぐる』以来に脚本を手掛けた。神木は2003年の宮藤脚本『ぼくの魔法使い』にゲスト出演しており、加藤清史郎も最終回に出演していた。

## 物語
真田家は10人家族の大家族一家。カメラマンであるが仕事がほとんどない実、その妻でカフェ「日だまり」を経営する恵、長男で高校3年生であり朝は新聞配達、夕方はガソリンスタンドのバイトで一家の家計を支える一男を筆頭とした、8人の子供のいる“貧乏一家”で、裕福でないが幸せな生活を送っていた。ある日、五男で末っ子の才悟の前に、ネグリジェ姿の若い女性の幽霊が現れる。その幽霊は、実の先妻で才悟以外の実母であるメグミだった。
なぜか才悟にしか見えないメグミを含め11人となった真田家では、一男がバイト先の先輩・ソアラをたった1度の関係で妊娠させてしまい、彼女の彼氏を巻き込んだ騒動の果てに結婚を決めるという事件が発生する。ドラマは中盤過ぎまでこの2人の関係を巡る話のほかに、二子の男女交際、三子のアイドル・オーディション応募、四郎のいじめ被害、五月の仙台からの転校生との交流など、きょうだいたちや父の実の不貞を疑って実家に帰ってしまう恵のエピソードをほぼ1話完結形式で描き、真田家の面々は様々な騒動に巻き込まれながらも絆を強くしてゆく。
終盤に至って、一男は大学に合格し、いよいよソアラの出産が近づくが、五月病にかかってしまった一男は気弱な態度を見せる。そのふがいなさに怒ったソアラは産気づき、無事男の子を出産する。しばらくして新婚旅行に出かけた一男夫妻と、赤ん坊を預かる真田家は家を空けるが、メグミだけがいた家で火災が発生する。建物は全焼し、メグミも姿を消してしまう。
真田家は火災保険で手に入れたキャンピングカーで全国を放浪しながら、各地で家族による合唱団「真田合唱団」の歌で慰問をして、ダイナミックパパに代わる大家族スペシャルの家族として次第に世間の評判となる。一男は東京で暮らしながら、週末に合唱団に付き合い、ソアラとの間には2人目の子供ができる。父の実は家族の写真を撮り続け、写真集として出版する。その本を手に取った一男が、かつての父のように「うちは貧乏じゃない」と呟き、家族写真の中にいるはずのないメグミの姿があり、11人もいることを発見したところで物語は終了する。

## 登場人物

### 真田家
真田一男（さなだ かずお）〈18〉
演 - 神木隆之介（幼少期：宮城孔明、乳児期：殿岡祥一郎）
真田家の長男、高校3年生。自分を犠牲にしてでも家族のために尽くすのが長男の役目と考えており、考えすぎて暴走してしまうことも少なくない面倒くさい男（自身でも承知しており、そんな自分が嫌でしょうがないと思っている）。父・実に「長男性背負いこみ症」と名づけられた。
新聞配達、ガソリンスタンドのバイトで家計を支えている。学校の成績は良いが、存在感がなくクラスメイトに名前を覚えてもらえず、卒業写真に載せる写真が一枚もない地味な学校生活を送っている。しかしその自覚はない。
バイト先の先輩、鈴木ソアラと勢いで関係を持ってしまう。父親譲りの繁殖力で一度の関係だけでソアラを妊娠させてしまい、元彼の豊田オサム（サム）らと色々あった後責任を取り婚約。家庭を守るため就職を決意するが自分のやりたいことを諦めないで欲しいというソアラの気持ちに応え、大学進学のため勉強を始める。滑り止めの大学には落ちたが本命の国立大学に合格し晴れて大学生となった。大学デビューによる軽薄化とその反動による五月病に陥り周囲を悩ませるも、はじめの父親となり、家を失った真田家の放浪生活に付き合う中で落ち着いてゆき、実の楽天主義的な言葉を受け入れるまでになった。四郎ほどではないが野球の才能があり、サムの草野球チームに強引に加入させられる。打撃フォーム、スイングが衣笠祥雄に似ているらしい。
真田実（さなだ みのる）〈42〉
演 - 田辺誠一
真田家の父、カメラマン。人物関係の写真撮影を中心に活動しているが、最近は仕事の依頼が全く来ない。しかしあまり悩む様子もない天性の楽天家。そのため自分たち一家が貧乏という意識が全くない。
前妻のメグミと死別した後、仕事で出会った恵とできちゃった結婚で再婚した。恵や子どもたちを深く愛しており、メグミのことも今でも大切に想っている。
真田恵（さなだ めぐみ）〈38〉
演 - 光浦靖子
真田家の母、実の再婚相手（後妻）。才悟の実母で、一男たちの継母。旧姓は田所。見た目は地味だが子どもたちを分け隔てなく愛し、実の事を世界一のカメラマンとして尊敬している良妻賢母。家族会議で興奮するとちゃぶ台をひっくり返すクセがある。
かつては川越で「そよ風」というカフェを開いていたが取材に訪れた縁で実と付き合い、子ども（才悟）を妊娠したため結婚。東京の真田家の一階でカフェ「日だまり」を開くも、閑古鳥が鳴いている状態。
料理上手で、実の一目惚れのきっかけも「そよ風」時代に自ら作ったカレーの味であった。恵は才悟同様メグミの姿が見えていた。ただし才悟とは違い、始めは存在は感じていたが見えていたわけではなく、徐々に見え隠れし始めて完全に見えるようになった。
真田二子（さなだ にこ）〈16〉
演 - 有村架純（幼少期：千葉ほのか）
真田家の長女、高校2年生。勤勉家でまじめな性格、家事も率先して手伝う。一男の同級生の宇野と付き合っているが、未だ肉体関係はない清い交際をしている。
真田三子（さなだ みつこ）〈15〉
演 - 金井美樹（幼少期：畠山紬）
真田家の次女、中学3年生。芸能界に入る夢を抱いている。無くし癖があり、いつも何かを探している。EXILEが好き。
真田四郎（さなだ しろう）〈13〉
演 - 平岡拓真（幼少期：中村晋）
真田家の次男、中学2年生。野球部に所属、日ハムのファン。空気が読めない性格で学校でいじめられているが本人に自覚がない。Mの傾向がある。
真田五月（さなだ さつき）〈12〉
演 - 赤石那奈（幼少期：武居涼奈、乳児期：光田小春）
真田家の三女、小学6年生。肥満児。一家きっての大食漢で、食べ物の話題になると異様に食いつく。マキシマムザホルモンが好き。年齢に似合わない渋い熟年俳優が好き。
真田六助（さなだ ろくすけ）〈10〉
演 - 福島北斗（乳児期：谷口英太郎）
真田家の三男、七男と双子で小学5年生。七男との区別は家族でも付かない。少女時代が好き。
真田七男（さなだ ななお）〈10〉
演 - 福島海斗（乳児期：谷口雄太郎）
真田家の四男、六助と双子で小学5年生。六助とハモって喋ることが多い。男が好きか女が好きかという話題で「男が好き」と答えた。
真田才悟（さなだ さいご）〈7〉
演 - 加藤清史郎
真田家の五男、小学2年生。実と恵の間に生まれた子供。母とお揃いの赤い縁取りの眼鏡をかけている（才悟役の加藤は元々遠視であり、劇中でかけている眼鏡には実際に度が入っている）。一男の事を尊敬している。なぜか幽霊のメグミの姿が見えて会話が出来る。そのため図らずもメグミの言葉を代弁してしまうことになる。
同名の母親との差別化のため、メグミの事を呼び捨てにする。家族会議の出席者の数を数え、驚くのが毎回恒例となっている。
年の割にマセているところがあり、メグミのおっぱいを「並」と評すも触りたくて常に狙っていた。ようやくメグミのおっぱいを触ったものの、その後彼女がしばらく姿を消したことで自責の念にかられていた。おっぱいを触った自分はもう童貞ではないと思っている。物語の終盤ではメグミにプロポーズした。
真田メグミ（さなだ メグミ）〈享年30〉
演 - 広末涼子（特別出演）
実の前妻（幽霊）。才悟を除く子供たちの実母、元ストリッパー。ストリッパー時代の芸名は「二代目ビクトリア蘭子」。舞台写真を撮影したのが縁で実と知り合い結婚、7人の子供をもうける。
生きていれば恵とは同い年。なぜか幽霊として真田家の前に現れるが、才悟以外は目に見えない。幽霊ではあるが、物体に触れることはできる。酒豪で口も態度も悪いくせに人一倍繊細な面倒くさい女。戒名は慈恩舞照信女。

### その他
鈴木ソアラ（すずき ソアラ）
演 - 野村麻純
一男がバイトしているガソリンスタンドの先輩。川崎市にある豆腐屋の娘だが豆腐がニガテ。一男がその場の勢いで初体験してしまった相手。そのまま妊娠してしまい、成り行きで婚約者として真田家の一員となる。恋人としての付き合いがないままの結婚に違和感を覚えて一男を振り回したり、彼の父親としての自覚に欠ける態度に怒りを露わにして姑の恵譲りのちゃぶ台返しをすることもあったが、出産後は良好な夫婦関係を築き、第2子をもうけた。
真田ヒロユキ（さなだ ヒロユキ）〈33〉
演 - 星野源
実の弟。一男たちの叔父。ベビー用品メーカー「ママサンシャイン」の元社員、現在失業中。会社が多額の負債を抱え、社長が金を持ち逃げし取り残される。借金の返済に追われ生活が苦しくなり、自殺を図ったがメグミに助けられる。
その後元気を取り戻すも、結局会社が倒産し真田家に引越してくる。再就職に向けて頑張ってはいるが上手くいかず、ニート化の傾向がある。ギターが特技で弾き語りで歌うのが毎回恒例となっている。
田所兎（たどころ うさぎ）
演 - きたろう
埼玉県川越市に住んでいる恵の母親。才悟の母方の祖母。しかし実が田所家へ挨拶に訪れたその日から「父親」として振る舞っていた為、カミングアウトするまでの8年間、実と子供達は祖父だと思っていた。名前だけでなく性格も珍妙な人物で、真田家の子供の名前をいつまで経っても覚えられない。いつの間にか真田家に居つく。助産師の資格を持っており、ソアラの自宅出産の際には分娩を介助した。
豊田オサム（とよた オサム）〈31〉
演 - RED RICE（湘南乃風）
ソアラの彼氏。通称「サム」。おとめ座。A型。札付きの不良で、数え切れないほどの舎弟を率いている。また野球好きで、草野球チームも率いている。ギャング風の見た目に反して神経質かつ潔癖症だが、やはり見た目どおり喧嘩が異常に強くキレやすい。「玉子の黄身が食べられない」というソアラの為に白身だけ使った「サムライス」というオムライスをよく作っていた。結果的にソアラを一男に寝取られたにもかかわらず、二人の事を気にかけ世話を焼く。
「責任」「報復」「袋の鼠」などの単語が書かれた服を好んで着ている。
鈴木ヒロミ（すずき ヒロミ）
演 - 柳沢慎吾
ソアラの父親。川崎市で豆腐店を営んでいる。
尾女田
演 - 小松和重
東京都立湾岸高等学校、一男の担任。推薦、奨学金制度を利用して大学に行くことを一男に勧める。実が使用しているデジカメの所有者。成り行きで真田家の家族会議に参加したことがある。一男の進学を強く応援していたが、滑り止め受験に失敗した一男が国立大学に合格するとは思っていなかったため、賭けに負けて「『西部警察』の舘ひろしのコスプレで卒業式に出る」羽目になった。

### TV番組の家族（ダイナミック一家）
ダイナミックパパ
演 - 皆川猿時
大家族ものドキュメンタリー番組に出演する飛鳥家の父。番組の中では大らかで魅力的な父親だが、カフェ「ひだまり」を訪れたときは感じの悪い本性を露わにした。
プライベートでは似合わない巨大なサングラスをかけており、彼を見た人物は必ず最初にそこに突っ込みを入れる。無類のビール好き。
ダイナミックママ / 飛鳥好江（あすか よしえ）
演 - 川村エミコ
ダイナミックパパの妻。パパの不貞を疑い自分が捨てられると思いこんで実に相談する。その表情を実が撮影し、図らずも彼にとって生涯ベスト3の傑作の被写体となる。大家族番組が最終回を迎えた日に、パパとテレビ中継の立会いの下で新たに子を出産した。
ダイナミック長男
演 - 椎葉昌紀
ダイナミック次男
演 - 松本隆志
ダイナミック五男 / 飛鳥大作
演 - 後藤小太朗
ダイナミック長女
演 - 松澤美妙
ダイナミック次女
演 - 沙彩
ダイナミック三女
演 - 鈴木真歩

### ゲスト

#### 第2話「宮藤官九郎×大家族 亡き母のバースデー」
ママサンシャイン元社長 / 養老院院長
演 - 佐藤二朗（第1話・第4話・最終話）
負債を抱えて失踪し募金詐欺で生活していたが、実の説得により会社に戻る。しかし会社は倒産する。
ゲイバーママ
演 - 緋田康人（第1話・最終話）
ダジャレ好きなゲイバーのママ。2回言えば十分伝わることを3回言うお店の中で1番騒々しい人物。一男に「ポニー」という源氏名を付ける。
釜田
演 - 中村まこと（第6・8話）
「週刊現実」記者。実にゲイバーの取材撮影や芸能人の熱愛スクープを撮ってくるよう依頼する。
宇野
演 - 竜星涼
一男の同級生。繋ぎの交際相手として軽い気持ちで二子と付き合い出すが、実際には彼女を大切に扱う。お金持ちで、広い家にほとんど一人で寂しい生活をしているが真田家と交流することで家族の温かみに触れる。「ジャスティス」という名のトイプードルを飼っているが、二子の気を惹く為だけに飼い始めたので全く懐かれていない。

#### 第3話「名取裕子VS.我家のスター」
森園レイカ
演 - 阿部菜渚美
売り出し中の15歳のアイドル。「ミスヤング男子コンテスト」の出場者。所属事務所が仕組んだ出来レースにより優勝する。本人には知らされていない。
名取裕子
演 - 名取裕子
「京都地検の女」主演の大女優。コンテストの審査員として出場者たちと即興演技を行う。

#### 第4話「もう一人増えた気がする」
橋本ユウキ
演 - 吉田翔
四郎をいじめている主犯格。担任教師の奥山の的確な解決策ですぐに和解したものの、兎に無理矢理けしかけられ、河原で四郎と決闘させられる羽目になる。
原田
演 - 髙岡航大
後藤
演 - 薄衣峻平
河合
演 - 橘敏輝
小松
演 - 萩原利久
橋本の仲間。
橋本ユウキの父
演 - 岩本靖輝
野球少年
演 - 安田蓮
湾岸三中不良
演 - 西原信裕、石坂志輝、薄衣倫平
四郎の志願により四郎をいじめていた。サムの舎弟でもあり、サムの草野球チームに加入した四郎に手が出せなくなる。
奥山
演 - 宮澤美保
四郎が通う中学校の担任。四郎がいじめられていることを両親にはっきり説明し、解決に乗り出す教師としては至極まともな人物である。

#### 第5話「大家族は恋もテンコ盛り」
白鳥卓郎
演 - 渡邉甚平（最終話）
仙台訛りで話す純朴な少年で、仙台から一時的に転校してきた。五月を好きになり告白する。皆の前で得意なダンスを披露する。仙台に帰った後も五月と文通を続けていたが、後に五月と再会した時には仙台の中学校で新しい彼女を作っていた。

#### 第6話「10人しかいない気がする」
外山（そとやま）謙介
演 - 高橋一生（第7話）
メグミを車の事故で死なせてしまい刑務所に服役した男性。その刑務所でメグミと再び出会い恋に落ちる。
田所カズオ
演 - 粟根まこと（第8話）
恵の兄、酒乱でかなりめんどうくさい男である。
久美子
演 - 野津友那乃
七男に好意を持っている女の子。七男が好きな想いはあるが六助と間違えてしまう。

#### 第8話「母たちの反乱!! 父の混乱」
有川あすか
演 - 魏涼子
妊娠中の女優で「週刊現実」の巻頭グラビアを逆オファーし、実に妊婦ヌードを撮影してもらう。

#### 最終話「11人が行く!! 響け大家族の歌」
設楽不動産
演 - 日村勇紀
真田家が住んでいるアパートの部屋が空いたので賃貸契約を結ぶため査定を依頼するが、老朽化が進んでいるので取り壊した方が良いとアドバイスする。才悟の想像する「30歳の自分」とそっくりである。
船木
演 - 梅舟惟永
一男の同級生。日本の福祉制度を変える夢を抱き、早稲田大学を中退、国立大学に三浪の苦労を重ね入学する。このような時代だから早めに将来を見据え行動するべきだとお気楽に遊んでいる一男に合コンにて説教する。
真田はじめ
演 - 國友大人（生後3か月）、平林拓真（生後6か月）
一男とソアラの子供。第1子。ソアラの子であるということで、真田家の面々に自動車の名から取った珍妙な名前を付けられそうになったが、結局は才悟の案で「はじめ」と名付けられる。実際に考えたのはメグミで、「才悟（さいご）の次がはじめ」という意味が込められている。

## スタッフ
- 脚本 - 宮藤官九郎
- 音楽 - 井筒昭雄
- 主題歌 - NICO Touches the Walls「バイシクル」（キューンレコード）
- 挿入歌 - 星野源、きたろう、RED RICE、真田合唱団「家族なんです」（作詞：宮藤官九郎、作曲：星野源）
- 音楽プロデューサー - 志田博英
- ナレーション - 真田才悟（加藤清史郎）
- ゼネラルプロデューサー - 黒田徹也（テレビ朝日）
- プロデューサー - 中川慎子・中込卓也（テレビ朝日）、小池唯一（泉放送制作）
- 演出 - 片山修（テレビ朝日）、唐木希浩（5年D組）
- 制作協力 - 泉放送制作、5年D組（ノンクレジット）
- 制作著作 - テレビ朝日

## 放送日程
| 各話                                                          | 放送日         | サブタイトル                         | 演出     | 視聴率 |
| ------------------------------------------------------------- | -------------- | ------------------------------------ | -------- | ------ |
| 第1話                                                         | 2011年10月21日 | 宮藤官九郎が描く…今だから“大家族”    | 片山修   | 11.4%  |
| 第2話                                                         | 2011年10月28日 | 宮藤官九郎×大家族 亡き母のバースデー | 片山修   | 09.4%  |
| 第3話                                                         | 2011年11月04日 | 名取裕子VS.我家のスター              | 唐木希浩 | 07.9%  |
| 第4話                                                         | 2011年11月11日 | もう一人増えた気がする               | 唐木希浩 | 08.8%  |
| 第5話                                                         | 2011年11月18日 | 大家族は恋もテンコ盛り               | 片山修   | 07.5%  |
| 第6話                                                         | 2011年11月25日 | 10人しかいない気がする               | 唐木希浩 | 07.1%  |
| 第7話                                                         | 2011年12月02日 | 涙の大家族!! 亡母の真実              | 片山修   | 09.5%  |
| 第8話                                                         | 2011年12月09日 | 母たちの反乱!! 父の混乱              | 唐木希浩 | 09.4%  |
| 最終話                                                        | 2011年12月16日 | 11人が行く!! 響け大家族の歌          | 片山修   | 07.5%  |
| 平均視聴率 8.7%（視聴率はビデオリサーチ調べ、関東地区・世帯） |                |                                      |          |        |

## 関連商品
- TV bros.特別編集『11人もいる！オフィシャルガイドブック』東京ニュース通信社〈TOKYO NEWS MOOK〉2011年12月7日発売、ISBN 978-4863361874